# جوزيف بي. ميتشيل
جوزيف بي. ميتشيل (بالإنجليزية: Joseph B. Mitchell)‏ هو مؤرخ أمريكي، ولد في 25 سبتمبر 1915، وتوفي في 17 فبراير 1993.